# Eva Lindqvist-Zetterberg
Eva Fredina Mathilda Zetterberg, född Lindqvist 19 juli 1911 i Stockholm, död där 29 november 1999, var en svensk målare.
Lindqvist-Zetterberg var dotter till skatteuppbördsmannen Erik Hjalmar Lindqvist och Fredina Carolina Jakobsson. Hon studerade 1935–1940 vid Konstakademien i Stockholm och gjorde studieresor till Frankrike, Belgien, England och Danmark. 
Hon deltog ett flertal gånger i Sveriges allmänna konstförenings utställningar och även vid samlingsutställningar på Liljevalchs konsthall 1939, Galerie Moderne 1940, "Konst för varor" i Operans foajé 1942 och på Konstnärshuset 1943 och "God konst i alla hem" i HSB-hallen i Stockholm 1943 och på Liljevalchs 1951. Tillsammans med Johan Heurlin ställde hon 1944 ut på Lilla Galleriet i Stockholm, där hon återkom under en följd av år, sista gången 1988 i en samlingsutställning med bland andra Nisse Zetterberg, Olle Lindgren och Lizzie Olsson Arle.
Lindqvist-Zetterbergs konst består bland annat av landskap, interiörer, porträtt och stilleben i en karaktärsfull färgskala och en naiv omedelbarhet. Hon var medlem i Konstnärernas Riksorganisation, och gift 1939–1955 med konstnären Nisse Zetterberg. Hon signerade sina konstverk Lindqvist-Z.b.g,, Lindqvist Z. eller enbart Lindqvist. Hon är representerad bland annat i Statens konstråds samlingar.
Hon är begravd på Skogskyrkogården i Stockholm i Stockholm. 